# Baqueira Beret
Baqueira Beret es una estación de esquí situada en el municipio de Alto Arán, ubicado en el Valle de Arán (Lérida), en el lado español de los Pirineos. Es considerada como una de las mejores estaciones de esquí de España y de los Pirineos.

## Descripción y servicios

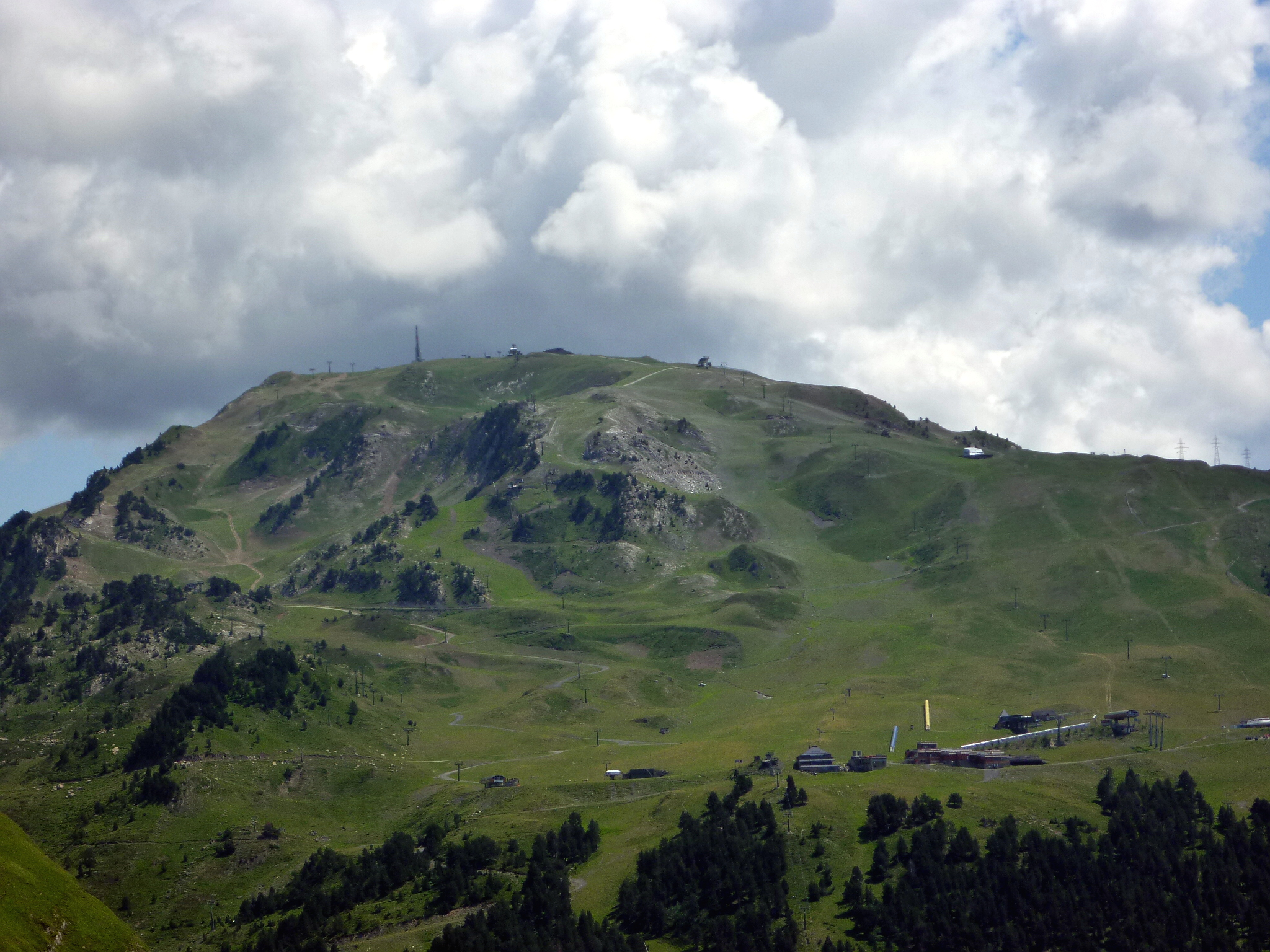
El Cap de Vaqueira desde la carretera de Beret (Naut Aran - Vall d'Aran)

Baqueira Beret tiene una capacidad de transporte de 59 424 esquiadores por hora, una superficie para esquiar de 2166 ha, 165  km de pistas pisadas, 7 km de itinerarios, 10 km de esquí de fondo y 1101 metros de desnivel.
Baqueira Beret, inaugurada el 6 de diciembre de 1964, está situada en el Valle de Arán, provincia de Lérida, y desde el año 2003 parte de sus pistas discurren por el valle vecino, el Valle de Aneu, al otro lado del Puerto de la Bonaigua. Se trata de la única estación española ubicada en la vertiente norte de los Pirineos.
Desde la estación se ven cumbres de montañas que superan los 3000 metros de altura, como Maladeta y Aneto. Las montañas del Cap de Vaquèira y el Tuc deth Dossau son de los puntos más elevados de la estación. La oferta invernal alternativa al esquí incluye paseos en trineos tirados por caballos o por perros, excursiones al pueblo semi abandonado de Montgarri, esquí de fondo y procreaciones con raquetas y motos de nieve.
El núcleo de Baqueira recibió su última gran inversión en 2009 con la puesta en marcha de un estacionamiento subterráneo de 1500 plazas con acceso directo a la telecabina Baqueira y a las galerías comerciales de la nueva urbanización Val de Ruda. 
Baqueira Beret tiene un momento de potencia de 18 206 km/esq./h, siendo la única estación española de "tamaño muy grande" según el criterio aplicado en Francia (1.er mercado mundial de esquiadores), y se situaría entre las 14 primeras estaciones de esquí del país vecino. Este dato es el resultado de multiplicar, para cada remonte, el desnivel medido en kilómetros por la capacidad de transporte en esquiadores/hora.

## Valle de Arán
El Valle de Arán se caracteriza por su paisaje alpino y arquitectura tradicional, siendo típicas las casas de piedra y madera con tejados de pizarra, incluso en nuevas construcciones. Todos sus pequeños pueblos tienen una iglesia románica. Tiene una gran oferta de escuelas de esquí, hotelera y entre las actividades de après-ski que se pueden realizar se encuentran los baños termales, el palacio de hielo, museos, visitas culturales, cine, hípica, visita a la fábrica de caviar del valle, bares y discotecas.
Su oferta gastronómica es muy extensa. Más de 200 restaurantes ofrecen una cocina con clara influencia francesa  pero también vasca y catalana. Uno de sus platos típicos más conocidos es la Olla Aranesa.

## Ciclismo
La estación de esquí ha sido final de etapa de grandes carreras de ciclismo en carretera como la Vuelta a España o el Tour de Francia. La subida, que comienza en la localidad de Viella, comparte varios kilómetros con la ascensión al puerto de la Bonaigua, de manera que se puede subir desde Viella o subir la Bonaigua por Esterri de Aneu y luego, en el cruce de Baqueira, hacer la ascensión final a llanura de Beret.
| Carrera              | Vencedor          | País    |
| -------------------- | ----------------- | ------- |
| Vuelta a España 1992 | Tony Rominger     | Suiza   |
| Vuelta a España 1995 | Alex Zülle        | Suiza   |
| Vuelta a España 1999 | Daniele Nardello  | Italia  |
| Vuelta a España 2003 | Joaquim Rodríguez | España  |
| Tour de Francia 2006 | Denís Menshov     | Rusia   |
| Vuelta a España 2008 | David Moncoutié   | Francia |